# Bryoerythrophyllum wallichii
Bryoerythrophyllum wallichii är en bladmossart som beskrevs av Chen Pan-chieh 1941. Bryoerythrophyllum wallichii ingår i släktet fotmossor, och familjen Pottiaceae. Inga underarter finns listade i Catalogue of Life.